# Romualdo Arppi Filho
Romualdo Arppi Filho (Santos, 1939. január 7. – São Paulo, 2023. március 4.) brazil nemzetközi labdarúgó-játékvezető. Polgári foglalkozása ingatlan- és lakásközvetítő.

## Pályafutása

### Nemzeti játékvezetés
Játékvezetői tanfolyamot 1956-ban, 16 évesen végezte el, és a játékvezetők sztrájkja miatt azonnal bevetették az amatőr ligába. Két évvel később már hivatalosan bejegyzett bíró lett. 1958-ban már rábízták a legfontosabb amatőr-mérkőzések némelyikét. 20 évesen (1959) vezethetett először profi-meccset. Az 1960-as években már a legjobb brazil bírók között emlegették. Hazája Játékvezető Bizottságával (JB) nem volt felhőtlen a viszonya, ha lehetett bizony akadályozták nemzetközi szerepléseit. Az aktív játékvezetést 1989-ben fejezte be.

### Nemzetközi játékvezetés
A Brazil labdarúgó-szövetség Játékvezető Bizottsága (JB) terjesztette fel nemzetközi játékvezetőnek, a Nemzetközi Labdarúgó-szövetség (FIFA) 1963-tól tartotta nyilván bírói keretében. Több nemzetek közötti válogatott és klubmérkőzést vezetett, vagy működő társának partbíróként segített. Az Argentína–Németország világbajnoki döntő volt a 254. nemzetközi mérkőzése, ami egyben az utolsó nemzetközi szereplése lett. A brazil nemzetközi játékvezetők rangsorában, a világbajnokság sorrendjében többedmagával a 3. helyet foglalja el 3 találkozó szolgálatával. 29 éven keresztül szolgálta a labdarúgást FIFA bíróként! Az aktív nemzetközi játékvezetéstől 1989-ben búcsúzott.Válogatott mérkőzéseinek száma: 36.

#### Labdarúgó-világbajnokság
Hat világbajnoki döntőhöz vezető úton Mexikóba a IX., az 1970-es labdarúgó-világbajnokságra, Nyugat-Németországba a X., az 1974-es labdarúgó-világbajnokságra, Argentínába a XI., az 1978-as labdarúgó-világbajnokságra, Spanyolországba a XII., az 1982-es labdarúgó-világbajnokságra, Mexikóba a XIII., az 1986-os labdarúgó-világbajnokságra, valamint Olaszországba a XIV., az 1990-es labdarúgó-világbajnokságra a FIFA JB bíróként alkalmazta. Selejtező mérkőzéseket a Dél-Amerika (CONMEBOL), illetve egy alkalommal az AFC/OFC zónákban végzett. A FIFA JB elvárása szerint, ha nem vezetett, akkor partbíróként tevékenykedett. Egy csoportmérkőzésen egyes számú besorolást kapott, játékvezetői sérülés esetén továbbvezethette volna a találkozót. A 13. világbajnokság döntőjét 2. Dél-Amerikaiként, második brazilként vezethette. Világbajnokságokon vezetett mérkőzéseinek száma: 3 + 1 (partbíró).
1970-es labdarúgó-világbajnokság – selejtező mérkőzés
| Időpont         | Helyszín                  | Mérkőzés típusa           | Mérkőzés        | Eredmény |
| --------------- | ------------------------- | ------------------------- | --------------- | -------- |
| 1969. július 6. | Városi Stadion, Guayaquil | előselejtező (3. csoport) | Ecuador–Uruguay | 0 – 2    |

1974-es labdarúgó-világbajnokság – selejtező mérkőzés
| Időpont         | Helyszín                | Mérkőzés típusa           | Mérkőzés        | Eredmény |
| --------------- | ----------------------- | ------------------------- | --------------- | -------- |
| 1973. július 1. | Központi Stadion, Quito | előselejtező (1. csoport) | Ecuador–Uruguay | 1 – 2    |

1978-as labdarúgó-világbajnokság – selejtező mérkőzés
| Időpont           | Helyszín                | Mérkőzés típusa           | Mérkőzés        | Eredmény |
| ----------------- | ----------------------- | ------------------------- | --------------- | -------- |
| 1977. február 27. | Nemzeti Stadion, La Paz | előselejtező (2. csoport) | Bolívia–Uruguay | 1 – 0    |

1982-es labdarúgó-világbajnokság – selejtező mérkőzés
| Időpont          | Helyszín                            | Mérkőzés típusa           | Mérkőzés       | Eredmény | Nézők száma |
| ---------------- | ----------------------------------- | ------------------------- | -------------- | -------- | ----------- |
| 1981. június 21. | Központi Stadion, Santiago de Chile | előselejtező (3. csoport) | Chile–Paraguay | 3 – 0    | 75 075      |
| 1982. január 10. | Városi Stadion, Szingapúr           | Ázsia/Óceánia rájátszás   | Új-Zéland–Kína | 2 – 1    |             |

1986-os labdarúgó-világbajnokság
Brazília nem jutott a döntőbe így a FIFA JB sportpolitikája érvényesülhetett, a döntő vezetésére Dél-Amerikai játékvezető jelölhető. Szakmai munkájának elismeréseként ő lett a világbajnokság első számú játékvezetője. A nagy tapasztalatokkal rendelkező Filhó a döntő vezetésénél minden energiájával arra törekedett, hogy a játékkal minél inkább a játékkal törődjenek. A sportstatisztikusok azonnal megállapították, hogy az egymást követő világbajnokságokon, 1982-ben és 1986-ban brazil bírók vezették a döntőt. Ezt megelőzően 1950-ben és 1954-ben fordult elő hasonló, akkor angol játékvezetők követték egymást a döntő vezetésében. Arnaldo Coelhóval együtt minden idő legnagyobb brazil játékvezetőként tisztelik, ők ketten képviselték Brazíliát a labdarúgó-világbajnoki döntőkben.
Selejtező mérkőzés
| Időpont          | Helyszín                         | Mérkőzés típusa           | Mérkőzés       | Eredmény | Nézők száma |
| ---------------- | -------------------------------- | ------------------------- | -------------- | -------- | ----------- |
| 1985. június 30. | Monumental Stadion, Buenos Aires | előselejtező (1. csoport) | Argentína–Peru | 2 – 2    | 65 457      |

Világbajnoki mérkőzés
| Időpont          | Helyszín                   | Mérkőzés típusa              | Mérkőzés                  | Eredmény | Nézők száma |
| ---------------- | -------------------------- | ---------------------------- | ------------------------- | -------- | ----------- |
| 1986. június 5.  | Nou Camp Stadion, León     | csoportmérkőzés (C. csoport) | Franciaország–Szovjetunió | 1 – 1    | 36 540      |
| 1986. június 15. | Azték Stadion, Mexikóváros | egyik nyolcaddöntő           | Mexikó–Bulgária           | 2 – 0    | 114 580     |
| 1986. június 29. | Azték Stadion, Mexikóváros | döntő                        | Argentína–NSZK            | 3 – 2    | 114 600     |

1990-es labdarúgó-világbajnokság – selejtező mérkőzés
| Időpont             | Helyszín                            | Mérkőzés típusa           | Mérkőzés         | Eredmény |
| ------------------- | ----------------------------------- | ------------------------- | ---------------- | -------- |
| 1989. augusztus 20. | Metropolitano Stadion, Barranquilla | előselejtező (2. csoport) | Kolumbia–Ecuador | 2 – 0    |

#### Copa América
A 30., az 1975-ös Copa América és a 31., az  1979-es Copa América tornának nem volt házigazdája. Argentína a 33., az 1987-es Copa América labdarúgó tornát rendezte. A tornákra a CONMEBOL JB hivatalnokként küldte.
1975-ös Copa América
| Időpont            | Helyszín                                  | Mérkőzés típusa              | Mérkőzés          | Eredmény | Nézők száma |
| ------------------ | ----------------------------------------- | ---------------------------- | ----------------- | -------- | ----------- |
| 1975. július 20.   | Nemesio Camacho El Campín Stadion, Bogotá | csoportmérkőzés (C. csoport) | Kolumbia–Paraguay | 1 – 0    | 60 000      |
| 1975. augusztus 7. | Nemzeti Stadion, Lima                     | csoportmérkőzés (B. csoport) | Peru–Bolívia      | 3 – 1    | 40 000      |

1979-es Copa América
| Időpont             | Helyszín                                  | Mérkőzés típusa              | Mérkőzés        | Eredmény | Nézők száma |
| ------------------- | ----------------------------------------- | ---------------------------- | --------------- | -------- | ----------- |
| 1979. augusztus 15. | Nemesio Camacho El Campín Stadion, Bogotá | csoportmérkőzés (A. csoport) | Kolumbia–Chile  | 1 – 0    | 45 000      |
| 1979. szeptember 5. | Atahualpa Stadion, Quito                  | csoportmérkőzés (C. csoport) | Ecuador–Uruguay | 2 – 1    | 30 000      |
| 1979. október 17.   | Nemzeti Stadion, Lima                     | egyik elődöntő               | Peru–Chile      | 1 – 2    | 50 000      |

1987-es Copa América
| Időpont          | Helyszín                          | Mérkőzés típusa              | Mérkőzés          | Eredmény | Nézők száma |
| ---------------- | --------------------------------- | ---------------------------- | ----------------- | -------- | ----------- |
| 1987. július 2.  | Monumental Stadion, Buenos Aires  | csoportmérkőzés (A. csoport) | Argentína–Ecuador | 3 – 0    | 30 000      |
| 1987. július 8.  | Chateau Carreras Stadion, Córdoba | egyik elődöntő               | Chile–Kolumbia    | 2 – 1    | 10 000      |
| 1987. július 12. | Monumental Stadion, Buenos Aires  | döntő                        | Chile–Uruguay     | 0 – 1    | 35 000      |

#### Olimpiai játékok
Az 1968. évi, az 1980. évi, valamint az 1984. évi nyári olimpiai játékok labdarúgó tornájának végső szakaszán a FIFA JB bírói szolgálatra alkalmazta. A harmadik olimpiai labdarúgó tornáján a döntő vezetésére volt esélyes, de a Brazília lett az egyik döntős csapat, így erre nem került sor.[forrás?] Három olimpiai közreműködésével beállította Zsolt István három olimpián felállított mérkőzésvezetési csúcsát (5).
1968. évi nyári olimpiai játékok
| Időpont           | Helyszín                     | Mérkőzés típusa              | Mérkőzés                | Eredmény |
| ----------------- | ---------------------------- | ---------------------------- | ----------------------- | -------- |
| 1968. október 14. | Jalisco Stadion, Guadalajara | csoportmérkőzés (D. csoport) | Guatemala–Csehszlovákia | 1 – 0    |
| 1968. október 22. | Azteca Stadion, Mexikóváros  | egyik elődöntő               | Magyarország–Japán      | 5 – 0    |

1980. évi nyári olimpiai játékok
| Időpont          | Helyszín                    | Mérkőzés típusa              | Mérkőzés    | Eredmény | Nézők száma |
| ---------------- | --------------------------- | ---------------------------- | ----------- | -------- | ----------- |
| 1980. július 22. | Köztársasági Stadion, Kijev | csoportmérkőzés (C. csoport) | NDK–Algéria | 1 – 0    | 70 000      |
| 1980. július 27. | Köztársasági Stadion, Kijev | egyik negyeddöntő            | NDK–Irak    | 4 – 0    | 48 000      |

1984. évi nyári olimpiai játékok
| Időpont          | Helyszín                                      | Mérkőzés típusa              | Mérkőzés            | Eredmény | Nézők száma |
| ---------------- | --------------------------------------------- | ---------------------------- | ------------------- | -------- | ----------- |
| 1984. július 29. | Navy-Marine Corps Memorial Stadion, Annapolis | csoportmérkőzés (A. csoport) | Franciaország–Katar | 2 – 2    | 29 240      |

#### Nemzetközi kupamérkőzések
Vezetett kupadöntők száma: 2.
Copa Libertadores
A játékvezető mind két fél részéről elismerést kapott tevékenységéért. 
| Időpont         | Helyszín                           | Mérkőzés típusa         | Mérkőzés                                         | Eredmény | Nézők száma |
| --------------- | ---------------------------------- | ----------------------- | ------------------------------------------------ | -------- | ----------- |
| 1973. május 29. | Nemzeti Stadion, Santiago de Chile | döntő második találkozó | Colo-Colo–Club Atlético Independiente (argentin) | 0 – 0    | 80 000      |

Dél-amerikai labdarúgó-szuperkupa
Az első szuperkupát három csapat: CA Peñarol (uruguayi), Racing Club (argentin), Santos FC (brazil) körmérkőzéssel döntötte el.
| Időpont            | Helyszín                       | Mérkőzés típusa            | Mérkőzés               | Eredmény | Nézők száma |
| ------------------ | ------------------------------ | -------------------------- | ---------------------- | -------- | ----------- |
| 1968. november 13. | Centenario Stadion, Montevideo | körmérkőzés (1. találkozó) | CA Peñarol–Racing Club | 3 – 0    |             |

Interkontinentális kupa
| Időpont           | Helyszín               | Mérkőzés típusa | Mérkőzés                                 | Eredmény | Nézők száma |
| ----------------- | ---------------------- | --------------- | ---------------------------------------- | -------- | ----------- |
| 1984. december 9. | Nemzeti Stadion, Tokió | döntő           | CA Independiente (argentin)–Liverpool FC | 1 – 0    | 62 000      |

## Szakmai sikerek
- Az IFFHS szerint 1987-ben a világ legjobb játékvezetője lett. A nemzetközi elismerés megalkotásának ötlete Filhó szakmai elismerésének valamilyen formájából keletkezett. Ő volt az első kiemelkedő labdarúgó-játékvezető, aki pályafutása végén ezt a címet kiérdemelte.
- 1996-ban a nemzetközi játékvezetés hírnevének erősítése, hazájában 10 éve a legmagasabb Ligában (osztályban) folyamatosan tevékenykedő, eredményes pályafutása elismeréseként, a FIFA JB felterjesztésére az 1965-ben alapított International Referee Special Award címmel és oklevéllel tüntette ki.
- A IFFHS (International Federation of Football History & Statistics) 1987-2011 évadokról tartott nemzetközi szavazásán 151, játékvezető besorolásával minden idők 58, legjobb bírójának rangsorolta, holtversenyben Gérard Biguet társaságában. A 2008-as szavazáshoz képest 27 pozíciót hátrább lépett.